# 查干淖尔 (正蓝旗)
查干淖尔，是一个位于中国内蒙古自治区锡林郭勒盟正蓝旗宝绍岱苏木境内的一个内流盐湖，位于宝绍岱苏木政府驻地以北约27千米处的浑善达克沙地内，湖泊水面高程128.0米，水面面积为4.5平方千米。
在2018年公布的正蓝旗苏木镇（场）级河（湖）长名录中，查干淖尔苏木镇级湖长为宝绍岱苏木苏木长。